# Chiesa dei Santi Giorgio, Caterina ed Egidio
La chiesa dei Santi Giorgio, Caterina ed Egidio è la parrocchiale di Acquate, quartiere di Lecco, in provincia di Lecco e arcidiocesi di Milano; fa parte del decanato di Lecco.

## Storia
La primitiva chiesa acquatese fu fondata nel XIII secolo, sebbene le prime testimonianze che ne certificano l'esistenza risalgano all'inizio del Quattrocento. Nel 1417 questo luogo di culto dovette venir riconsacrato a causa di gesti efferati e nefandi compiuti al suo interno.
La chiesa nel 1566 ricevette l'arcivescovo di Milano Carlo Borromeo durante la sua visita pastorale; quattro anni dopo il presule dispose che Acquate diventasse dipendente dalla prepositura di Lecco, ma i fedeli si opposero rivendicando il fatto che per una consuetudine antica già all'epoca la parrocchia era di collazione arcivescovile.
Nel 1608 anche l'arcivescovo Federico Borromeo visitò la comunità acquatese; grazie a un documento datato 1687 si conosce che all'epoca la chiesa, la cui facciata era caratterizzata da un vestibolo, ospitava al suo interno sette altari e che era dotata di un campaniletto.
Dalla relazione della visita pastorale del 1746 dell'arcivescovo Giuseppe Pozzobonelli si apprende che il numero dei fedeli era pari a 675 e che la parrocchiale, in cui aveva sede la confraternita del Santissimo Sacramento, aveva come filiali i sei oratori dell'Immacolata Concezione, di San Francesco d'Assisi a Falghera, della Beata Maria Vergine del Santo Rosario a Malnago, della Beata Maria Vergine Assunta in Cielo nella contrada Versasio, di Sant'Egidio e di San Giovanni Battista in località Campo Bovio.
La parrocchiale fu interessata da un intervento di ricostruzione tra il 1846 e il 1847 secondo i disegni dell'ingegner Adriano Gazzari; inizialmente, però, l'incarico di redigere il progetto era stato affidato a Giuseppe Bovara, ma la sua proposta venne successivamente abbandonata a causa della carenza di fondi.
Mezzo secolo dopo, nel 1897, l'arcivescovo Andrea Carlo Ferrari, durante la sua visita, annotò che i fedeli ammontavano a 1830 e che la parrocchiale, da cui dipendevano sette cappelle, era sede della confraternita del Santissimo Sacramento.
Nel 1970 la chiesa fu adeguata alle usanze postconciliari mediante l'aggiunta dell'altare rivolto verso l'assemblea.
Tra il 1971 e il 1972, con la riorganizzazione territoriale dell'arcidiocesi voluta dall'arcivescovo Giovanni Colombo, la parrocchia confluì nel decanato di Lecco.

## Descrizione

### Esterno

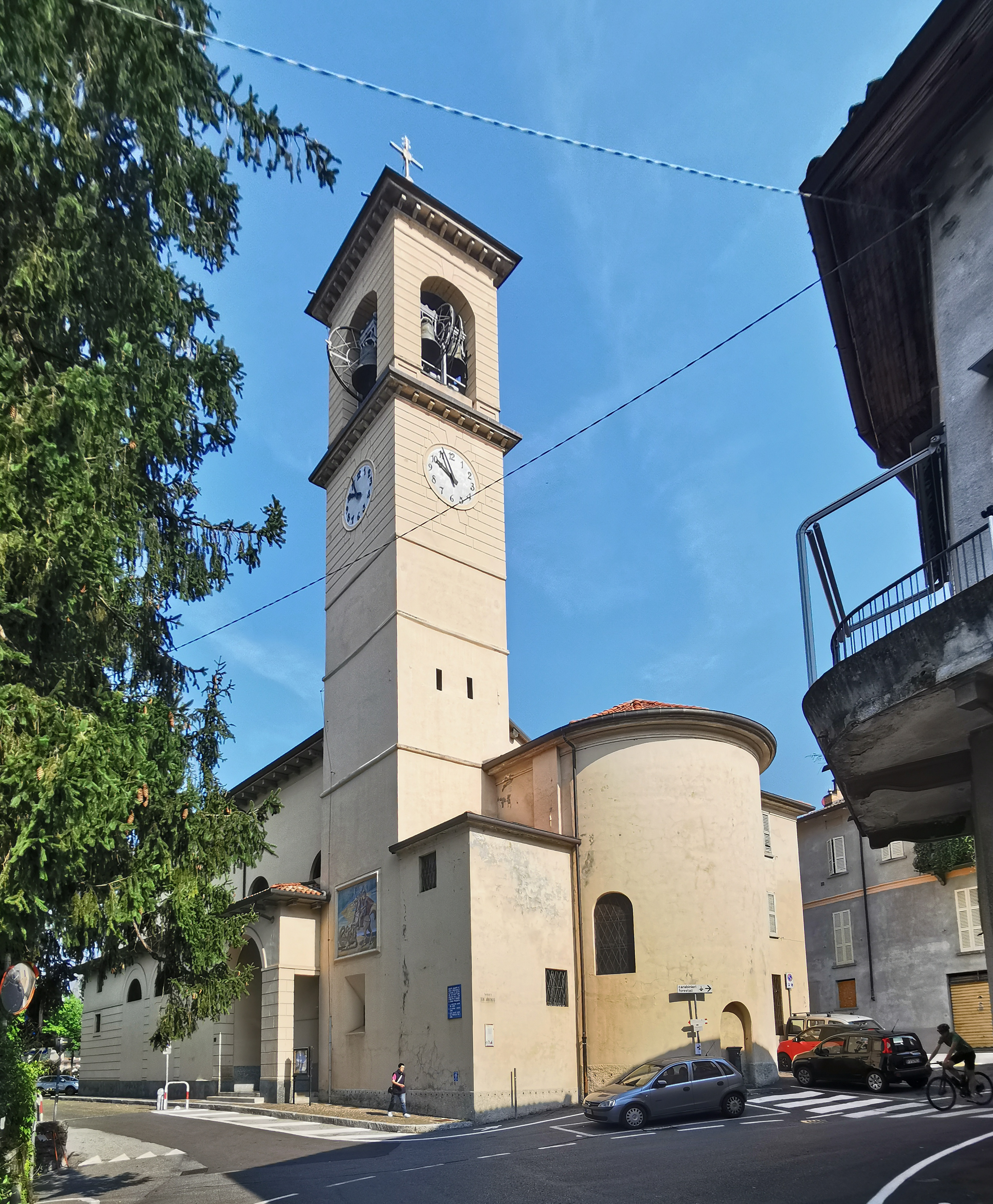
L'abside e la torre campanaria

La neoclassica facciata della chiesa, rivolta a nordovest e coronata dal timpano triangolare, è anticipata da un pronao tetrastilo, con colonne tuscaniche sorreggenti il frontoncino, e presenta al centro il portale d'ingresso e sopra una finestra semicircolare.
Annesso alla parrocchiale è il campanile a base quadrata, la cui cella presenta su ogni lato una monofora a tutto sesto ed è coronata dalla cupoletta.

### Interno
L'interno dell'edificio si compone di un'unica navata, sulla quale si affacciano le cappelle laterali, introdotte da archi a tutto sesto, e le cui pareti sono scandite da lesene terminanti con capitelli dorici e sorreggenti la trabeazione modanata e aggettante su cui s'imposta la volta a botte, abbellita dall'affresco con soggetto la Gloria di Maria Vergine; al termine dell'aula si sviluppa il presbiterio, rialzato di alcuni gradini, delimitato da balaustre e chiuso dall'abside di forma semicircolare.
Qui sono conservate diverse opere di pregio, tra le quali l'organo, costruito nel XIX secolo e donato da Massimiliano d'Asburgo-Lorena, la tela seicentesca avente come soggetto Santa Caterina, attribuita a Camillo Procaccini, la statua in gesso di San Giuseppe, la pala ritraente Santa Lucia, risalente al XVII secolo, due tele ritraenti rispettivamente il Battesimo di Gesù nel Giordano e Gesù che prega nell'orto dei Getsemani e la pala che rappresenta la Natività, eseguita da Jacopo Palma il Giovane nel XVI secolo.